# Pectiniunguis albermarlensis
Pectiniunguis albermarlensis is een duizendpotensoort uit de familie van de Schendylidae. De wetenschappelijke naam van de soort is voor het eerst geldig gepubliceerd in 1914 door Chamberlin.